# Kelly Services
Kelly Services AB är ett bemanningsföretag med 2 600 kontor i 30 länder. Under 2005 omsatte Kelly Services 40 miljarder kronor och hade över 700 000 anställda samt tillsatte tjänster inom kontor, ekonomi, IT, juridik, marknadsföring, industri, utbildning, hälsa och omsorg.